# Europarlamentari del Portogallo della II legislatura
Gli europarlamentari del Portogallo della II legislatura, eletti in occasione delle elezioni europee del 1987, furono i seguenti.

## Composizione storica
| Europarlamentare                  | Lista di elezione               | Gruppo |
| --------------------------------- | ------------------------------- | ------ |
| Rui Amaral                        | Partito Social Democratico      | LD     |
| Carlos Aboim Inglez               | Partito Comunista Portoghese    | COM    |
| José Barros Moura                 | Partito Comunista Portoghese    | COM    |
| Jorge Campinos                    | Partito Socialista              | SOC    |
| José Vicente Carvalho Cardoso     | Centro Democratico Sociale      | PPE    |
| António Antero Coimbra Martins    | Partito Socialista              | SOC    |
| Fernando Condesso                 | Partito Social Democratico      | LD     |
| António Jorge De Figueiredo Lopes | Partito Social Democratico      | LD     |
| José Augusto Gama                 | Centro Democratico Sociale      | PPE    |
| Vasco Garcia                      | Partito Social Democratico      | LD     |
| Fernando Manuel Santos Gomes      | Partito Socialista              | SOC    |
| Francisco António Lucas Pires     | Centro Democratico Sociale      | PPE    |
| Luís Filipe Madeira               | Partito Socialista              | SOC    |
| Luís Marinho                      | Partito Socialista              | SOC    |
| António Marques Mendes            | Partito Social Democratico      | LD     |
| José Manuel Medeiros Ferreira     | Partito Rinnovatore Democratico | ADE    |
| Joaquim Miranda                   | Partito Comunista Portoghese    | COM    |
| Manuel Pereira                    | Partito Social Democratico      | LD     |
| Virgílio Pereira                  | Partito Social Democratico      | LD     |
| Carlos Pimenta                    | Partito Social Democratico      | LD     |
| Maria de Lourdes Pintasilgo       | Partito Socialista              | SOC    |
| Pedro Augusto Pinto               | Partito Social Democratico      | LD     |
| Pedro Santana Lopes               | Partito Social Democratico      | LD     |
| Manuel Dos Santos Machado         | Centro Democratico Sociale      | PPE    |

## Modifiche intervenute

### Partito Social Democratico
- In data 16.09.1988 a António Jorge De Figueiredo Lopes subentra Antonio Augusto Lacerda De Queiróz.

### Partito Socialista
- In data 01.03.1988 a Jorge Campinos subentra Maria Belo.

### Modifiche nella composizione dei gruppi
- In data 12.10.1987 José Manuel Medeiros Ferreira lascia l'Alleanza Democratica Europea e aderisce al Gruppo Socialista.